# Ribeirão de Cal
Ribeirão de Cal es una localidad caboverdiana del municipio de São Domingos.

## Geografía
La localidad está situada en la isla Santiago.

## Organización territorial
La localidad abarca los lugares y barrios de:
- Boa Vista
- Caldeira
- Casa Grande
- Chã de Coelho
- Costa Capela
- Fael
- Lém Fernandes
- Lém Gomes
- Noneira
- Pinga Mel
- Ponta Mendes